# باشگاه فوتبال جومپسری یونایتد
باشگاه فوتبال جومپسری یونایتد (انگلیسی: Jumpasri United F.C.) (با نام قبلی اوسوتسپا) یک باشگاه فوتبال از تایلند است که در شهر ماها ساراکام استان ماها ساراکام قرار دارد. 